# This Charming Man
«This Charming Man» es una canción de la banda inglesa The Smiths, compuesta por el guitarrista Johnny Marr y el cantante Morrissey. Salió como segundo sencillo del grupo el 31 de octubre de 1983 bajo el sello independiente Rough Trade y se añadió a la lista de canciones de su álbum debut The Smiths en todas las reediciones posteriores lanzadas por WEA Music. Destaca por el característico riff de guitarra jangle pop de Marr y por la letra sombría de Morrissey, centrada en temas recurrentes del grupo como la ambigüedad sexual y el deseo. 
Aunque su primer sencillo, «Hand in Glove», no tuvo gran repercusión, The Smiths atrajo la atención del público por su propuesta intelectual en un entorno dominado por el pop visual. En respuesta, Marr compuso «This Charming Man» con un enfoque más accesible y animado. Tras presentarla en una sesión para John Peel, Rough Trade decidió publicarla como sencillo. La grabación final se realizó en los estudios Strawberry, luego de desechar una primera toma producida en Londres.
La letra narra el encuentro entre un joven y un hombre mayor que lo auxilia tras una avería en su bicicleta. Aunque el muchacho duda, acepta el viaje, en un contexto cargado de tensión romántica. Morrissey empleó un lenguaje arcaico y elegante, para distanciarse de los códigos habituales de la cultura gay. También incorporó una frase de la película Sleuth (1972), que acentuó el tono dramático y homoerótico del relato.
La canción fue ampliamente elogiada por su energía, originalidad y carácter emotivo. Desde su lanzamiento fue considerada un clásico, y representó el primer éxito comercial del grupo en el Reino Unido. Su reedición en 1992 reforzó su popularidad y obtuvo certificaciones, incluido un doble platino en ese país.
The Smiths la interpretó en programas como Top of the Pops, donde el vocalista agitó gladiolos, gesto que marcó su imagen en televisión. Fue una pieza habitual en sus giras y, tras la disolución del grupo, tanto Morrissey como Marr continuaron interpretándola como solistas. Con el tiempo, «This Charming Man» se convirtió en un referente del sonido indie y de la escena musical Madchester. Pese a no ser del todo del agrado del grupo, acumuló reconocimientos y figura entre sus composiciones más emblemáticas. Diversos artistas han versionado el tema, como Stars, Death Cab for Cutie, The Killers, Rick Astley, Alicia Keys y Nouvelle Vague.

## Antecedentes

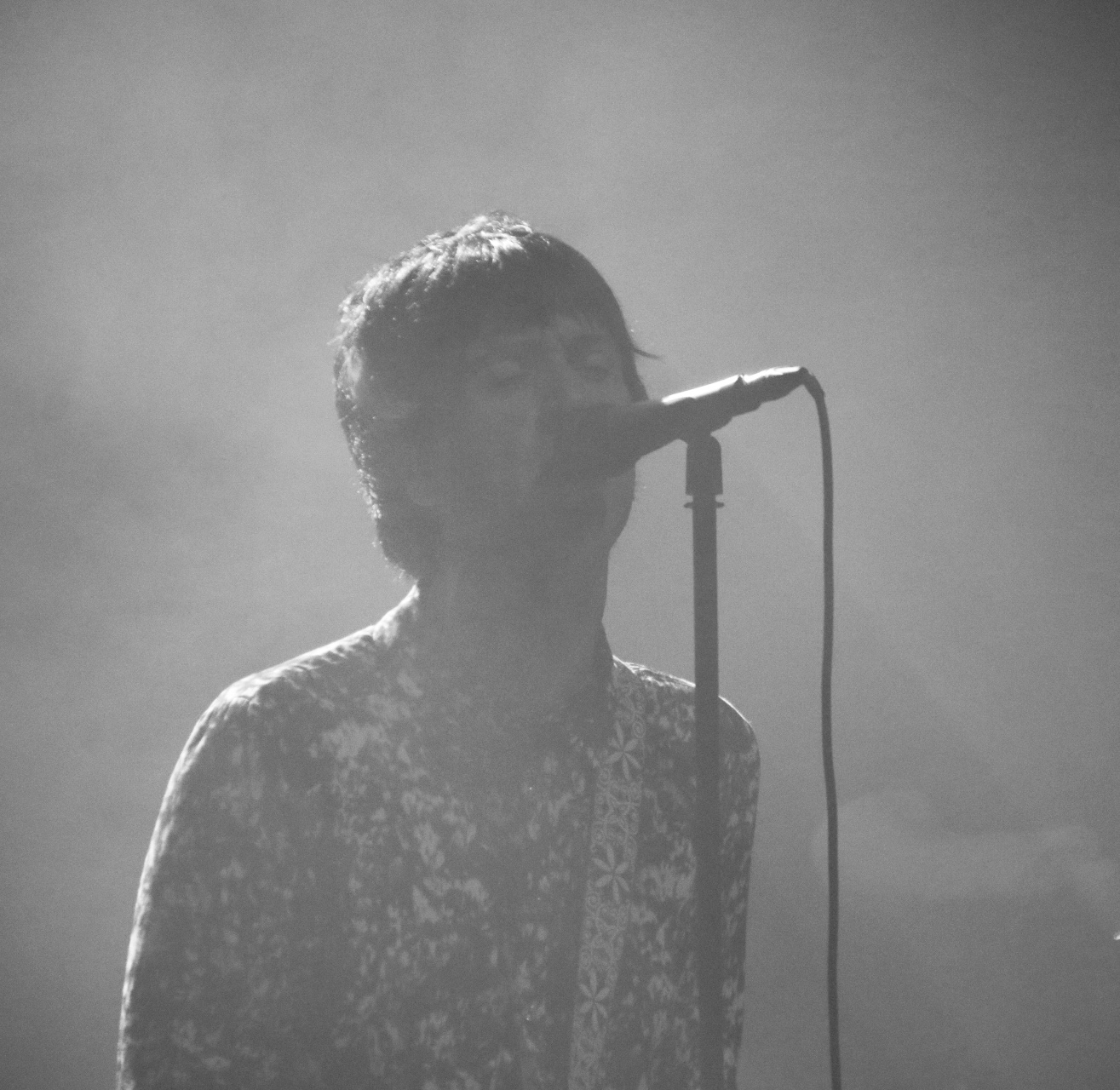
Marr (fotografiado en 2019) compuso «This Charming Man» con el objetivo de crear un sencillo capaz de competir en las listas.

A comienzos de 1983, The Smiths ya contaba con una amplia base de seguidores en el circuito de conciertos del Reino Unido y habían firmado un contrato con el sello independiente Rough Trade. El acuerdo, sumado a las buenas críticas de sus presentaciones en la prensa musical semanal y una próxima sesión en el programa de John Peel en BBC Radio 1, generó gran expectación mediática en torno al grupo. En un panorama musical dominado por artistas de grandes corporaciones con énfasis en lo visual, la banda llamó la atención por su estilo intelectual y emergió rápidamente en la escena post-punk británica. Sin embargo, su sencillo debut de mayo de 1983, «Hand in Glove», no cumplió con las expectativas críticas ni comerciales, en gran parte por la percepción de que su producción era deficiente. Cuando Aztec Camera, también parte de Rough Trade, comenzó a sonar en la radio nacional con «Walk Out to Winter», Marr confesó que sintió cierta envidia y que se activó su instinto competitivo. El guitarrista pensaba que The Smiths necesitaba una canción animada, «en tono mayor», que pudiera entrar en las listas y estar a la altura de lo previsto.
Marr compuso la música de «This Charming Man» especialmente para la sesión de Peel, la misma noche en que escribió «Still Ill» y «Pretty Girls Make Graves». Tras escuchar la interpretación en la radio, Geoff Travis, director del sello Rough Trade, propuso lanzar esa canción como sencillo en lugar de «Reel Around the Fountain», aunque la prensa ya había cuestionado su estreno por supuestas referencias a la pedofilia en la letra. En septiembre de 1983, The Smiths entró a los estudios Matrix en Londres para grabar una segunda versión en estudio con el objetivo de publicarla como sencillo. Sin embargo, el resultado —conocido como la «versión de Londres»— no los convenció. Poco después, la banda se trasladó a los estudios Strawberry en Stockport, donde lograron la versión definitiva que se conoció como el lado A del sencillo.

## Composición

### Música y letra

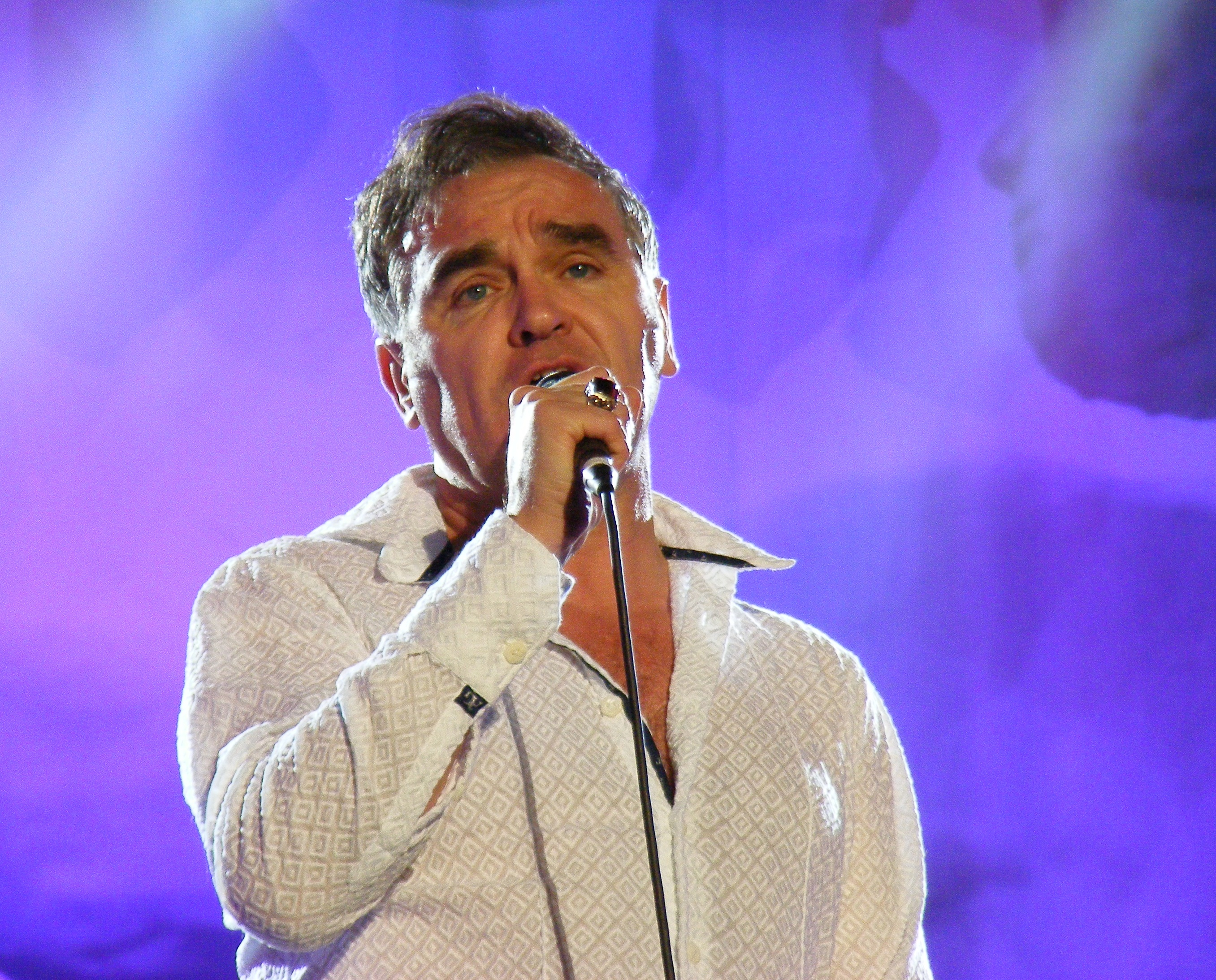
Morrissey (fotografiado en 2011) recurrió a un lenguaje inusual como forma de oposición al contexto cultural de su época.

La letra narra en primera persona la historia de un joven que pincha una rueda de su bicicleta en una colina desierta. Un hombre, descrito como charming man («hombre encantador»), se detiene en un auto lujoso para ofrecerle llevarlo. Aunque el protagonista duda al principio, finalmente acepta. Durante el trayecto, ambos coquetean, pero el narrador expresa su inseguridad con la línea I would go out tonight, but I haven't got a stitch to wear (en español: «Saldría esta noche, pero no tengo nada que ponerme»). El conductor le responde: It's gruesome that someone so handsome should care («Es terrible que alguien tan apuesto se preocupe por eso»).
Morrissey usó deliberadamente un lenguaje arcaico al escribir la letra, con un estilo que recuerda a una narración en voz en off. Empleó expresiones como hillside desolate («colina desierta»), stitch to wear («nada que ponerme»), handsome («apuesto») y charming («encantador») para construir un mundo más elegante y refinado que el norte de Inglaterra en los años ochenta. Según el crítico musical Mat Snow, ese estilo «no tiene nada que ver con la moda» de la época. Morrissey ya había usado la palabra handsome en un título anterior: «Handsome Devil», lado B de «Hand in Glove». En una entrevista de 1983 con Barney Hoskyns, explicó que usaba ese tipo de palabras para «recuperar cierta conexión con un lenguaje que la gente ya no usa. En el día a día, el vocabulario de las personas es alarmantemente limitado, y si usas una palabra con más de diez letras, lo consideran una muestra de pretensión». Snow sostiene que, al elegir una palabra pasada de moda como charming, Morrissey buscaba rebelarse contra la cultura gay dominante en ese momento, de la que no se sentía parte. En esa misma entrevista, dijo: «Detesto toda esa idea del festive faggot... La gente escucha “This Charming Man” y no va más allá de lo obvio. Odio ese enfoque, y es sorprendente que haya sido la prensa gay la que más lo ha repetido».
Como ocurre en muchas composiciones de Morrissey, la letra de la canción incluye un diálogo tomado de una película de culto. La frase A jumped-up pantry boy who never knew his place («Un chico insignificante que nunca supo cuál era su lugar») proviene de la adaptación cinematográfica de 1972 de Sleuth, una obra homoerótica escrita por Anthony Shaffer en 1970. En ella, Laurence Olivier interpreta a un autor engañado por su pareja, mientras que Michael Caine encarna al joven amante. Según Rob Sheffield, de la revista Rolling Stone, la letra destacó en su momento por contar un «melodrama sexual» que resultaba revolucionario y cotidiano a la vez, mientras que Snow consideró que no solo evocaba la seducción entre dos hombres, sino «un mundo más elegante» en el que «la elegancia verbal no era mal vista» entre la clase trabajadora británica.

### Estructura musical
Ambas versiones de estudio comienzan con un riff introductorio de guitarra, al que se suma la sección rítmica. La voz de Morrissey aparece a los ocho segundos de la canción. Sus melodías vocales son diatónicas y evitan deliberadamente las inflexiones propias del blues. El estribillo suena dos veces: la primera seguida de una breve pausa, y la segunda, del cierre del tema. La sección rítmica a cargo de Andy Rourke y Mike Joyce ofrece un ritmo más bailable de lo habitual en las canciones de The Smiths. El productor John Porter programó inicialmente la batería con una caja de ritmos Linn LM-1, y luego utilizó ese patrón para activar sonidos muestreados de una batería acústica, con una línea de bajo influenciada por el estilo Motown. La parte de guitarra de Johnny Marr combina notas sueltas y terceras, en lugar de acordes con cejilla. Su instrumento genera una contramelodía que se mantiene durante toda la canción. Marr grabó múltiples pistas de guitarra sobre la base original, y en una entrevista concedida a Guitar Player en diciembre de 1993, explicó:

«Intento cualquier truco. Con The Smiths, solía tomar una Telecaster muy potente que tengo, la apoyaba sobre un amplificador Fender Twin Reverb con el vibrato activado, y la afinaba en un acorde abierto. Después, dejaba caer un cuchillo con mango metálico sobre las cuerdas para que golpeara al azar. Usé ese efecto en “This Charming Man”, aunque quedó enterrado bajo unas quince pistas de guitarra... Fue el primer tema donde empleé esos pasajes en terceras que suenan a highlife. Afiné en fa sostenido y lo toqué como si estuviera en sol, así que sonó en la tonalidad de la. Hay unas quince pistas de guitarra. Muchos pensaron que la parte principal estaba tocada con una Rickenbacker, pero en realidad es una Telecaster del 54. También hay tres pistas de guitarra acústica, una guitarra al revés con una reverb muy larga, y el efecto de los cuchillos cayendo sobre las cuerdas, que aparece al final del estribillo».

La progresión de acordes que va desde la introducción instrumental hasta el verso Will nature make a man of me yet? (en español: «¿La naturaleza me convertirá en un hombre aún?») sigue esta secuencia: la mayor (A), la suspendida cuarta (Asus4), la mayor (A), mi mayor (E), si menor séptima (Bm7), re séptima (D7), do sostenido menor (C#m), mi mayor, la mayor, mi con bajo en la (E/A), la suspendida cuarta (Asus4) y mi mayor (E).

## Lanzamiento y reedición
| «Pudimos pulir la canción y escuchar cómo sonaba al reproducirse. En esas sesiones tenías que trabajar rápido y ser muy práctico; eran perfectas para experimentar con distintas texturas en lugar de limitarte a grabar fielmente cómo sonaba en vivo, pero tenías que estar muy atento. Por suerte para nosotros, las sesiones de Peel se volvieron parte de nuestro mundo, un elemento importante en los primeros días de The Smiths». —Marr sobre las primeras sesiones de grabación de la banda, en una entrevista concedida a Mojo en 1984. |

La primera versión se grabó el 14 de septiembre de 1983 en el Estudio 4 de Maida Vale para el programa de radio de John Peel, que la emitió por primera vez el 21 de septiembre. Marr señaló que las sesiones de Peel eran la manera en que The Smiths exploraba la grabación de sus temas con atención a nuevos métodos e ideas, pero de manera «rápida y pragmática». Producida por Roger Pusey con la asistencia de Ted De Bono, esta versión apareció por primera vez en la recopilación Hatful of Hollow en 1984. La llamada versión «de Mánchester» se lanzó en el Reino Unido el 28 de octubre de 1983, en formatos de 7" y 12", con un sonido más «limpio, brillante y enérgico». Más adelante, la canción se incluyó como pista extra en la versión en casete del álbum debut de la banda, The Smiths, en el Reino Unido.

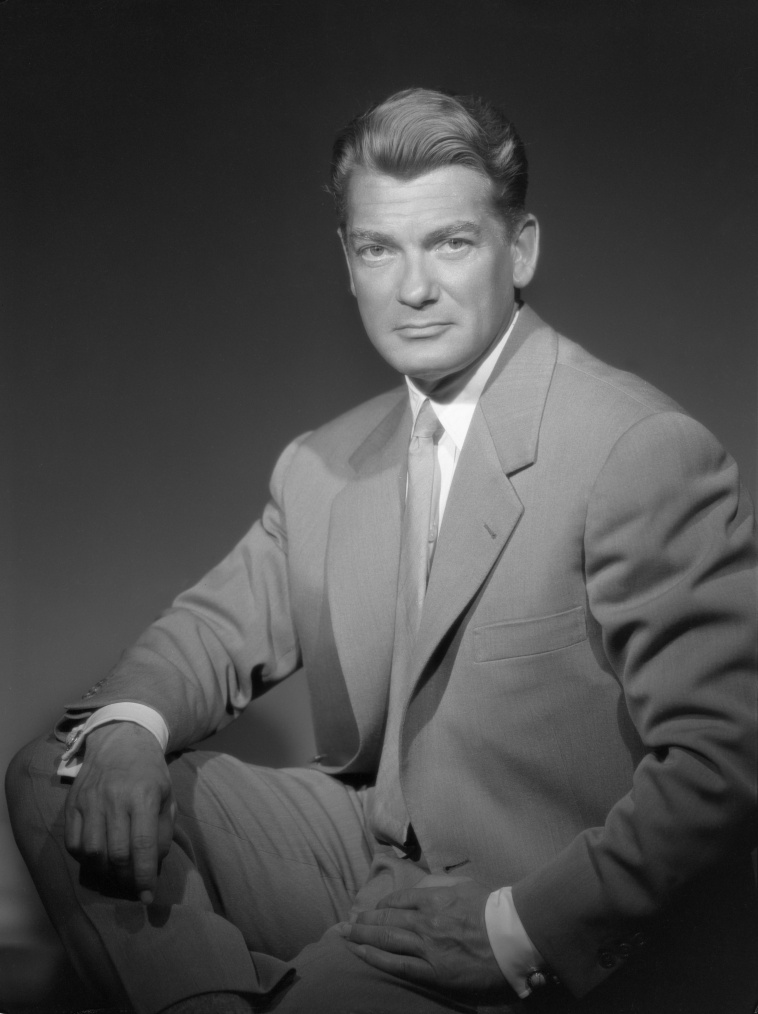
La carátula del sencillo muestra un fotograma de la película Orphée (1950), de Jean Cocteau, con el actor francés Jean Marais (fotografiado en 1948).

Tras la quiebra de Rough Trade en 1989, WEA Records adquirió el catálogo de The Smiths. En 1992, WEA reeditó toda su discografía, y desde entonces todas las versiones del álbum The Smiths incluyeron «This Charming Man». Ese mismo año, el sello volvió a lanzar el sencillo para promocionar el recopilatorio Best... I. En diciembre de 1983, el DJ François Kevorkian publicó una mezcla «neoyorquina» del sencillo a través del sello Megadisc. Kevorkian adaptó el tema para las pistas de baile de los clubes nocturnos. La versión debía distribuirse en tiraje limitado exclusivamente para pinchadiscos de Nueva York, pero al director de Rough Trade, Geoff Travis, le gustó tanto que decidió distribuirla ampliamente en el Reino Unido. Morrissey repudió públicamente la mezcla y pidió a los fanes que no la compraran. Años después, Travis declaró: «La idea fue mía, pero ellos aceptaron. Dijeron “adelante”, y luego no les gustó, así que la retiramos». También dijo: «Nada de lo que ocurrió en The Smiths pasó sin la aprobación de Morrissey; no existe un solo disco del grupo que él no haya querido lanzar, así que no tengo nada en la conciencia».

### Formatos y remezclas

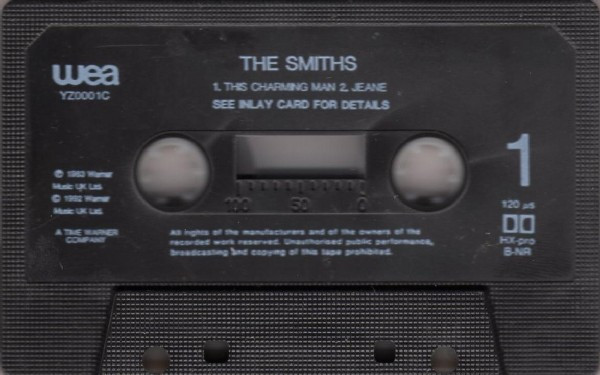
Reedición (YZ0001C) en formato casete lanzada por WEA Music en 1992, con «Jeane» como tema en el lado B.

El sencillo tuvo múltiples ediciones entre 1983 y 1992 en distintos formatos. La versión original británica en vinilo de 7 pulgadas incluyó como lado B la canción «Jeane», misma configuración que tuvo la reedición de 1992 en casete. En el vinilo de 12 pulgadas se añadieron tres pistas más: «Accept Yourself», «Wonderful Woman» y una versión alternativa de la canción, conocida como «London». En Estados Unidos, el vinilo de 12" incorporó remezclas realizadas por François Kevorkian: una vocal y otra instrumental, ambas tituladas «New York». En 1992, el sencillo se reeditó en dos CD. El primero incluyó la versión original, «Jeane», «Wonderful Woman» y «Accept Yourself». El segundo recopiló siete versiones distintas del tema, entre ellas la de la sesión de Peel, la remezcla para sencillo y la versión «London». Ese mismo año, el maxisencillo japonés recopiló diez pistas que combinaban todas las versiones anteriores junto a los lados B originales.

## Recepción

### Crítica especializada
Al momento de su lanzamiento, la canción recibió elogios casi unánimes por parte de la crítica. Paul Morley, de NME, escribió: «Es un deleite accesible y profundamente emotivo. Este grupo entiende que lo casual no es suficiente... Es uno de los mejores sencillos del año, aunque eso no le hace justicia. Es único e indispensable, como “Blue Monday” o “Karma Chameleon”». La revista The Face, en su reseña, se preguntó: «¿Dónde quedó toda la osadía y espontaneidad? “This Charming Man”, suena vibrante y caótico, y Morrissey irrumpe con su voz de monaguillo, alegre y angustiada al mismo tiempo. Deberían repartirlo a transeúntes desprevenidos de todas las edades». Treble describió el tema como una «joya del jangle pop», construida a partir de uno de los primeros riffs realmente icónicos de Johnny Marr. Aunque en ese momento la banda era poco conocida en Estados Unidos, Robert Palmer, de The New York Times, calificó la canción como «pop rock brillante, elevado y superlativo, una prueba de que el formato de banda con guitarras que popularizaron The Beatles sigue siendo válido para los grupos que tienen algo que decir». Al año siguiente, Palmer la eligió como el segundo mejor sencillo de 1984. Por su parte, PopMatters definió su sonido como «rockabilly chispeante y enérgico».

Ned Raggett, de AllMusic, dijo que «al Elvis de los primeros años le habría fascinado la música, a Wilde las letras», y describió el resultado como «audaz, se mire por donde se mire». Tim DiGravina, del mismo sitio, afirmó: «Debatir sus méritos resulta un poco inútil, porque es un clásico de una de las últimas grandes bandas. Bien podría llamarse “This Charming Song”». En 2007, Noel Gallagher, compositor de Oasis, recordó la primera vez que la escuchó: «En cuanto sonó, todo cobró sentido. El sonido de la guitarra era increíble. Y la letra también es jodidamente brillante. Hay quien dice que Morrissey es un tipo bastante amargado, pero yo entendí de inmediato lo que quería decir». En 2006, Liz Hoggard, de The Independent, afirmó que la canción trata sobre sexo gay con diferencia de edad.
Durante una presentación en Top of the Pops, Morrissey apareció ondeando gladiolos. Un especial de BBC Radio 2 emitido en 2004 sobre la canción señaló que aquella actuación fue, para muchos, la primera vez que vieron a The Smiths y, «por lo tanto, su introducción al extraño y verborrágico mundo de Morrissey y a la música de Johnny Marr». Noel Gallagher comentó sobre aquella aparición: «A ninguno de mis colegas les gustaba —eran más del tipo hooligan—. Llegaron al trabajo y dijeron: “Joder, ¿viste al maricón ese en Top of the Pops con un arbusto en el bolsillo trasero?” Pero para mí fue algo que me cambió la vida».

### Rendimiento comercial
«This Charming Man» se convirtió en el primer éxito de The Smiths en el Reino Unido, al ingresar al puesto 25 de la lista UK Singles Chart y al primer puesto del UK Indie Chart en 1983. Al año siguiente, ingresó en la Kent Music Report australiana en la posición 52, y alcanzó el número 15 en la lista oficial de Recorded Music NZ en Nueva Zelanda.
La reedición de 1992 impulsó nuevamente su popularidad. En Australia, entró en el puesto 108 de la lista elaborada por la Australian Recording Industry Association (ARIA). En Irlanda, logró escalar hasta el noveno lugar según la Irish Recorded Music Association (IRMA), mientras que en el Reino Unido volvió a ingresar en el UK Singles Chart, esta vez en el puesto 8. En cuanto a sus certificaciones, la canción recibió un disco de oro en España por parte de PROMUSICAE, al superar las 30 000 unidades vendidas. En el Reino Unido, la Industria Fonográfica Británica (BPI) le otorgó un doble disco de platino, al certificar más de 1 200 000 copias distribuidas entre formatos físicos y digitales.

## Portada y vídeo musical
| «Nos interesa la belleza porque puede tener un efecto muy positivo. Es agradable estar asociados con cosas no violentas. Preferimos a Cocteau antes que botellas rotas o cualquier otra forma de vulgaridad» —Morrissey en una entrevista con The Sunday Times en 1984. |

La portada del sencillo muestra una fotografía del actor francés Jean Marais tomada del filme Orphée, dirigido por Jean Cocteau en 1949. En los discos de vinilo de 7" y 12" se grabaron las frases «Slap me on the patio» y «Will nature make a man of me yet», respectivamente.
La banda filmó dos videoclips promocionales para «This Charming Man». El primero se grabó el 4 de noviembre de 1983 para el programa The Tube, transmitido por Channel 4, en su sala de ensayos que tenían en Portland Street, Mánchester. En él, The Smiths hace playback de la canción en una sala vacía. Morrissey aparece con la camisa entreabierta, luciendo collares y sosteniendo un ramo de gladiolos. Marr toca su guitarra Rickenbacker, mientras Rourke y Joyce aparentan marcar el ritmo. El segundo video, con una puesta en escena similar, corresponde al programa Riverside, emitido por BBC Two el 7 de noviembre de 1983. Las imágenes muestran nuevamente al grupo en una habitación, esta vez decorada con flores en el suelo y efectos de niebla artificial. En 1992, la discográfica WEA reutilizó este material para promocionar la reedición del sencillo.

## Presentaciones en vivo

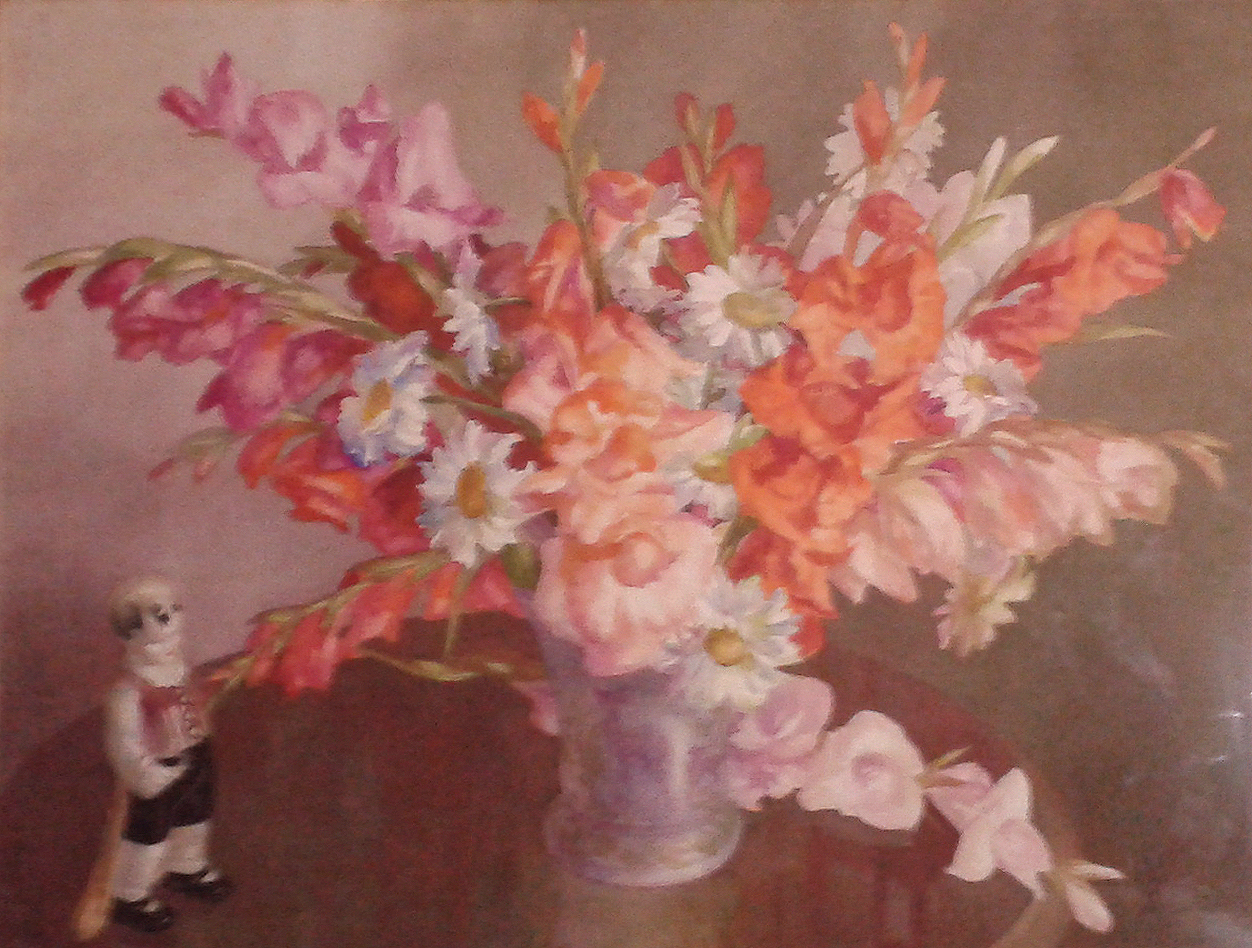
Gladiolos, flor que Morrissey agitó durante la primera presentación de The Smiths en Top of the Pops en 1983, gesto que Johnny Marr recordó como símbolo de su extravagancia.

The Smiths presentó la canción en varios programas de televisión, entre ellos Top of the Pops. La primera vez que la tocaron fue en ese programa en noviembre de 1983. Durante la actuación, Morrissey sustituyó el micrófono por un ramo de gladiolos que agitaba en el aire, un gesto que llamó la atención del público y marcó una de sus primeras apariciones televisivas ante una audiencia masiva. En 2011, Marr recordó en una entrevista con The Guardian: «Morrissey estaba utilizando esos gladiolos de una forma nada mágica. Él aportó la extravagancia, los demás llevábamos jerséis sencillos y aportábamos un aspecto de pandilla callejera».
La banda también incorporó flores en sus presentaciones en vivo, en busca de una conexión más sensata con el público. Morrissey explicó que elementos como los gladiolos y los crisantemos fomentaban una imagen más «informal, relajada y humana», diferente a la de grupos compuestos por «gente ordinaria» oculta «detrás de nombres largos». Según la revista Smash Hits, esto también mejoró la percepción que se tenía de su audiencia, que pasó de parecer «oscura y reservada» a llevar flores a los conciertos y expresarse abiertamente en las pistas de baile.
«This Charming Man» formó parte habitual del repertorio en directo de The Smiths durante sus primeras giras. La banda la interpretó en diciembre de 1983 en los Assembly Rooms de Derby, en una actuación grabada para el programa Whistle Test on the Road. Ese mismo mes, filmaron una presentación para la televisión belga en Génération 80, aunque el segmento nunca se emitió. En 1984, la canción apareció en varios conciertos europeos, entre ellos los realizados en el programa alemán Rockpalast y en la sala Markthalle de Hamburgo, cuya grabación fue editada en vinilo. Tras la disolución del grupo, Morrissey retomó el tema como solista: el 13 de febrero de 2009 lo interpretó en el programa The Jonathan Ross Show, transmitido por BBC One. Aunque no hubo una entrevista formal, mantuvo un breve intercambio de palabras con el presentador. Dos años después, volvió a incluir la canción durante su actuación en el festival de Glastonbury, el 24 de junio de 2011. Por su parte, Marr también recuperó el tema en sus conciertos como solista, con actuaciones documentadas en Belfast el 1 de septiembre de 2023 y en el Liverpool Olympia el 6 de abril de 2024.

## Impacto y legado
La canción se convirtió en un modelo estético para el movimiento indie y un referente dentro de la escena musical Madchester, que marcó la identidad cultural de la ciudad de Mánchester en los años ochenta. Además, ha sido objeto de análisis en contextos académicos, como la conferencia de música popular inglesa donde la profesora Sheila Whiteley, de la Universidad de Salford, examinó su dimensión sociocultural. Desde entonces, figura entre las composiciones más representativas del repertorio de The Smiths y de la música independiente británica.
A pesar de no ser uno de los temas favoritas del grupo —en una entrevista para la revista británica Q, Marr declaró: «Me incomoda un poco cuando la escucho, pero parece que a mucha gente le gustó»—, «This Charming Man» recibió varios reconocimientos posteriores a su lanzamiento. En 2003, en esa misma publicación la incluyó en el lugar 76 de su selección 100 canciones que cambiaron el mundo. Un año después, los oyentes de BBC Radio 2 la ubicaron en el puesto 97 de la encuesta Sold on Song Top 100. Finalmente, en 2008, Mojo la eligió como el mejor sencillo de su lista las 50 mejores canciones indie británicas de todos los tiempos.

### Versiones de otros artistas
En 2001, la banda canadiense de indie pop Stars incluyó una versión en su álbum debut Nightsongs. Death Cab for Cutie versionó «This Charming Man» y la incluyó como novena pista en la reedición de 2002 de su primer disco, You Can Play These Songs with Chords, que incorpora material no presente en la edición original de 1997. En vivo, Wallows —liderada por Dylan Minnette— cantó el tema en 2018 en uno de sus conciertos en Nueva York. The Killers la tocó junto a Johnny Marr en el festival Glastonbury de 2019 y en el evento Almost Acoustic Christmas de KROQ.
En 2021, Rick Astley y la banda Blossoms hicieron una versión conjunta en el London Forum, la cual repitieron en Glastonbury 2023. En 2022, Alicia Keys invitó a Marr a tocar la canción durante un concierto en Mánchester. Ese mismo año, el canal Two Minutes to Late Night publicó una versión en estilo punk con miembros de My Chemical Romance, Thursday y PUP. El grupo francés Nouvelle Vague interpretó el tema en su disco Should I Stay or Should I Go, publicado en 2024, y siguió así con su serie de adaptaciones de clásicos de los años ochenta en estilo bossa nova.

## Lista de canciones
| Reino Unido - Vinilo de 7" (1983) y (1992) y casete (1992) |                     |          |  |
| N.º                                                        | Título              | Duración |  |
| 1.                                                         | «This Charming Man» | 2:41     |  |
| 2.                                                         | «Jeane»             | 3:02     |  |

| Reino Unido - Vinilo de 12" (1983) |                                                                                    |          |  |
| N.º                                | Título                                                                             | Duración |  |
| 1.                                 | «This Charming Man» (versión Manchester, igual a la versión original del sencillo) | 2:41     |  |
| 2.                                 | «This Charming Man» (versión London)                                               | 2:47     |  |
| 3.                                 | «Accept Yourself»                                                                  | 3:55     |  |
| 4.                                 | «Wonderful Woman»                                                                  | 3:08     |  |

| Estados Unidos - Vinilo de 12" (1983) |                                                                                |          |  |
| N.º                                   | Título                                                                         | Duración |  |
| 1.                                    | «This Charming Man» (New York vocal, remezclada por François Kevorkian)        | 5:35     |  |
| 2.                                    | «This Charming Man» (New York instrumental, remezclada por François Kevorkian) | 4:18     |  |

| Reino Unido - Sencillo en CD 1 (1992) |                                                                                    |          |  |
| N.º                                   | Título                                                                             | Duración |  |
| 1.                                    | «This Charming Man» (versión Manchester, igual a la versión original del sencillo) | 2:41     |  |
| 2.                                    | «Jeane»                                                                            | 3:02     |  |
| 3.                                    | «Wonderful Woman»                                                                  | 3:08     |  |
| 4.                                    | «Accept Yourself»                                                                  | 3:55     |  |

| Reino Unido - Sencillo en CD 2 (1992) |                                                                                    |          |  |
| N.º                                   | Título                                                                             | Duración |  |
| 1.                                    | «This Charming Man» (versión Manchester, igual a la versión original del sencillo) | 2:41     |  |
| 2.                                    | «This Charming Man» (versión London)                                               | 2:47     |  |
| 3.                                    | «This Charming Man» (New York vocal)                                               | 5:33     |  |
| 4.                                    | «This Charming Man» (New York instrumental)                                        | 4:19     |  |
| 5.                                    | «This Charming Man» (versión de la sesión de Peel del 21 de septiembre de 1983)    | 2:43     |  |
| 6.                                    | «This Charming Man» (remezcla para sencillo)                                       | 2:46     |  |
| 7.                                    | «This Charming Man» (versión original del sencillo)                                | 2:41     |  |

| Japón - Maxisencillo (1992) |                                                                                    |          |  |
| N.º                         | Título                                                                             | Duración |  |
| 1.                          | «This Charming Man» (versión Manchester, igual a la versión original del sencillo) | 2:41     |  |
| 2.                          | «This Charming Man» (versión London)                                               | 2:47     |  |
| 3.                          | «This Charming Man» (New York vocal)                                               | 5:33     |  |
| 4.                          | «This Charming Man» (New York instrumental)                                        | 4:19     |  |
| 5.                          | «This Charming Man» (versión de la sesión de Peel del 21 de septiembre de 1983)    | 2:43     |  |
| 6.                          | «This Charming Man» (remezcla para sencillo)                                       | 2:46     |  |
| 7.                          | «This Charming Man» (versión original del sencillo)                                | 2:41     |  |
| 8.                          | «Jeane»                                                                            | 3:02     |  |
| 9.                          | «Wonderful Woman»                                                                  | 3:08     |  |
| 10.                         | «Accept Yourself»                                                                  | 3:55     |  |

## Créditos y personal
Créditos adaptados de las notas del vinilo de 7" y 12'' de «This Charming Man».
- Morrissey: voz, letra
- Johnny Marr: guitarra, piano, música
- Andy Rourke: bajo
- Mike Joyce: batería
- John Porter: productor
- Geoff Travis: productor ejecutivo
- François Kevorkian: remezcla
- Jean Marais: modelo de la portada
- Tim Young: corte para vinilo
- The Smiths: diseño de portada

## Posicionamiento en listas musicales
| País          | Lista             | Mejor posición |
| 1983–1984     | 1983–1984         | 1983–1984      |
| ------------- | ----------------- | -------------- |
| Australia     | Kent Music Report | 52             |
| Nueva Zelanda | Recorded Music NZ | 15             |
| Reino Unido   | UK Indie Chart    | 1              |
| Reino Unido   | UK Singles Chart  | 25             |
| 1992          |                   |                |
| Australia     | ARIA              | 108            |
| Irlanda       | IRMA              | 9              |
| Reino Unido   | UK Singles Chart  | 8              |

## Certificaciones y ventas
| País        | Organismo certificador | Certificación | Ventas certificadas | Ref.   |
| ----------- | ---------------------- | ------------- | ------------------- | ------ |
| España      | PROMUSICAE             | Oro           | 30 000              | [ 53 ] |
| Reino Unido | BPI                    | 2× Platino    | 1 200 000           | [ 54 ] |